# Lecco Calcio 1990-1991
Questa pagina raccoglie le informazioni riguardanti il Lecco Calcio nelle competizioni ufficiali della stagione 1990-1991.

## Stagione
Nella stagione 1990-1991 il Lecco, dopo sette anni di purgatorio tra i dilettanti, ritorna tra i professionisti disputando il girone B del campionato di Serie C2, ottenendo il tredicesimo posto in classifica con 31 punti. Anche se ripescato, il Lecco ritorna in Serie C2, allenato da Luciano Zecchini lotta strenuamente per mantenere la categoria, a metà marzo la squadra lariana pesca il "jolly" che la spinge verso la salvezza. Il direttore sportivo Cappelletti prende dalla Salernitana l'attaccante Maurizio Lucchetti, che nelle ultime 11 partite del torneo segna 10 reti, dando un decisivo contributo per centrare l'obiettivo. Al termine del torneo il Lecco e l'Ospitaletto giunti tredicesimi con 31 punti, hanno dovuto spareggiare per evitare ulteriori spareggi salvezza, si è giocato a Monza senza il bomber Lucchetti, squalificato, ma il Lecco vince (2-0) e può tornare a festeggiare. Nella Coppa Italia il Lecco disputa il girone C a sette squadre, e lo vince per differenza reti, rispetto al Leffe. Nei sedicesimi di finale cede il passo al Como nel doppio confronto.

## Rosa
| N. |                   | Ruolo | Calciatore            |
| -- | ----------------- | ----- | --------------------- |
|    | Italia (bandiera) | C     | Gianluca Belingheri   |
|    | Italia (bandiera) | D     | Mauro Borghetti       |
|    | Italia (bandiera) | D     | Ivan Brambilla        |
|    | Italia (bandiera) | C     | Francesco Cappelletti |
|    | Italia (bandiera) | C     | Walter Cardinali      |
|    | Italia (bandiera) | C     | Salvatore Cerrone     |
|    | Italia (bandiera) | P     | Fabio Corti           |
|    | Italia (bandiera) | A     | Maurizio Lucchetti    |
|    | Italia (bandiera) | D     | Lorenzo Marconi       |
|    | Italia (bandiera) | D     | Roberto Motterlini    |

| N. |                   | Ruolo | Calciatore           |
| -- | ----------------- | ----- | -------------------- |
|    | Italia (bandiera) | D     | Davide Piagni        |
|    | Italia (bandiera) | P     | Alberto Pirovano     |
|    | Italia (bandiera) | C     | Francesco Raggi      |
|    | Italia (bandiera) | D     | Gabriele Ratti       |
|    | Italia (bandiera) | C     | Gian Marco Remondina |
|    | Italia (bandiera) | A     | Angelo Seveso        |
|    | Italia (bandiera) | A     | Paolo Vincenti       |
|    | Italia (bandiera) | A     | Mauro Viviani        |
|    | Italia (bandiera) | D     | Luigi Zubiani        |

## Risultati

### Serie C2

#### Girone di andata
| Arbitro: | Carozzi (Alessandria) |

|              |           |             |
| Corrente 62’ | Marcatori | 80’ Viviani |

| Arbitro: | Tombolini (Ancona) |

|               |           |             |
| Cardinali 71’ | Marcatori | 59’ Mezzini |

| Arbitro: | Anselmo (Asti) |

|                                           |           |             |
| Brambilla 1’ Turrini 62’, 76’ Messina 77’ | Marcatori | 81’ Viviani |

| Arbitro: | Rigutto (Maniago) |

|                  |           |                        |
| Seveso 68’ Ratti | Marcatori | 12’ Guiotto 29’ Macera |

| Arbitro: | Patessio (Pordenone) |

|                 |           |  |
| Seveso 75’, 90’ | Marcatori |  |

| Cittadella 21 ottobre 1990 6ª giornata | Cittadella          | 0 – 0 | Lecco | Stadio Piercesare Tombolato\| Arbitro: \| Genovese (Avellino) \| |
| Arbitro:                               | Genovese (Avellino) |       |       |                                                                  |

| Lecco 4 novembre 1990 7ª giornata | Lecco              | 0 – 0 | Pievigina | Stadio Mario Rigamonti\| Arbitro: \| Casaluci (Bologna) \| |
| Arbitro:                          | Casaluci (Bologna) |       |           |                                                            |

| Saronno 11 novembre 1990 8ª giornata | Saronno         | 0 – 0 | Lecco | Stadio Emilio Colombo\| Arbitro: \| Gronda (Genova) \| |
| Arbitro:                             | Gronda (Genova) |       |       |                                                        |

| Arbitro: | Contente (Salerno) |

|             |           |               |
| Viviani 23’ | Marcatori | 10’ Bonfadini |

| Arbitro: | Zuccolini (Reggio Emilia) |

|  |           |             |
|  | Marcatori | 68’ Cerrone |

| Arbitro: | Pontani (Verona) |

|  |           |                         |
|  | Marcatori | 44’ Santini 68’ Pompini |

| Arbitro: | Rodomonti (Teramo) |

|            |           |                  |
| Seveso 53’ | Marcatori | 6’ Franceschetti |

| Arbitro: | Siciliano (Brindisi) |

|                     |           |  |
| Francini 18’ (rig.) | Marcatori |  |

| Lecco 30 dicembre 1990 14ª giornata | Lecco                 | 0 – 0 | Virescit Bergamo | Stadio Mario Rigamonti\| Arbitro: \| Racalbuto (Gallarate) \| |
| Arbitro:                            | Racalbuto (Gallarate) |       |                  |                                                               |

| Arbitro: | Conocchiari (Macerata) |

|              |           |  |
| G. Rossi 84’ | Marcatori |  |

| Arbitro: | Bortoli (Schio) |

|               |           |  |
| Cardinali 84’ | Marcatori |  |

| Arbitro: | Schellino (Biella) |

|                                 |           |           |
| Visentin 31’, 53’ Tomaselli 58’ | Marcatori | 60’ Ratti |

#### Girone di ritorno
| Arbitro: | Pola (Rovereto) |

|                |           |          |
| Motterlini 43’ | Marcatori | 77’ Gava |

| Arbitro: | Pisacreta (Salerno) |

|                              |           |                           |
| Profumo 15’ Labardi 24’, 78’ | Marcatori | 79’ Remondina 80’ Viviani |

| Arbitro: | Misticoni (Ascoli Piceno) |

|               |           |            |
| Cardinali 85’ | Marcatori | 2’ Turrini |

| Suzzara 24 febbraio 1991 21ª giornata | Suzzara        | 0 – 0 | Lecco | Campo Sportivo Comunale\| Arbitro: \| Mattera (Roma) \| |
| Arbitro:                              | Mattera (Roma) |       |       |                                                         |

| Arbitro: | Repace (Perugia) |

|                 |           |  |
| Maffioletti 36’ | Marcatori |  |

| Arbitro: | D'Errico (Frattamaggiore) |

|                         |           |  |
| Lucchetti 5’ Seveso 53’ | Marcatori |  |

| Arbitro: | Rausa (Cosenza) |

|            |           |  |
| Busatto 9’ | Marcatori |  |

| Arbitro: | Bertocci (Genova) |

|                                |           |                     |
| Lucchetti 17’, 45’ Viviani 77’ | Marcatori | 82’ (rig.) Cattaneo |

| Arbitro: | Rigutto (Maniago) |

|                         |           |  |
| Raineri 41’ Cortesi 74’ | Marcatori |  |

| Arbitro: | Morgillo (Potenza) |

|           |           |               |
| Lucchetti | Marcatori | 25’ Sambugaro |

| Fiorenzuola 28 aprile 1991 28ª giornata | Fiorenzuola      | 0 – 0 | Lecco | Stadio Comunale\| Arbitro: \| Puggina (Rovigo) \| |
| Arbitro:                                | Puggina (Rovigo) |       |       |                                                   |

| Arbitro: | Grimaldi (Catania) |

|                                                                            |           |                                             |
| Camporese 8’ Balesini 17’ (rig.) Battistella 23’ Polidori 67’ Bottazzi 80’ | Marcatori | 37’, 62’ Raggi 70’ Motterlini 75’ Lucchetti |

| Arbitro: | Ruggiero (Nocera Inferiore) |

|                    |           |  |
| Lucchetti 15’, 66’ | Marcatori |  |

| Bergamo 18 maggio 1991 31ª giornata | Virescit Bergamo | 0 – 0 | Lecco | Stadio Atleti Azzurri d'Italia\| Arbitro: \| Adamu (Cagliari) \| |
| Arbitro:                            | Adamu (Cagliari) |       |       |                                                                  |

| Arbitro: | Genovese (Avellino) |

|               |           |  |
| Lucchetti 33’ | Marcatori |  |

| Arbitro: | Gronda (Genova) |

|                                                      |           |               |
| Caterino 17’ Tirapelle 30’ Galelli 37’ Rovellini 45’ | Marcatori | 90’ Remondina |

| Arbitro: | Forte (Marsala) |

|                                       |           |  |
| Lucchetti 65’, 83’ Cerrone 88’ (rig.) | Marcatori |  |

### Coppa Italia
| Arbitro: | Iannello (Voghera) |

|                |           |            |
| F. Scienza 71’ | Marcatori | 49’ Seveso |

| Arbitro: | Capovilla (Verona) |

|                       |           |  |
| Vinceti 12’ Raggi 36’ | Marcatori |  |

| Arbitro: | Calvi (Milano) |

|           |           |           |
| Gatti 67’ | Marcatori | 15’ Ratti |

| Arbitro: | Ferro (Verona) |

|             |           |  |
| Vinceti 85’ | Marcatori |  |

| Palazzolo sull'Oglio 2 settembre 1990 5ª giornata | Palazzolo       | 0 – 0 | Lecco | Stadio Comunale\| Arbitro: \| Siboni (Milano) \| |
| Arbitro:                                          | Siboni (Milano) |       |       |                                                  |

| Arbitro: | Brasca (Busto Arsizio) |

|             |           |               |
| Vinceti 80’ | Marcatori | 48’ Schenardi |

| 9 settembre 1990 7ª giornata |  | – Turno di riposo Lecco |  |  |

### Sedicesimi di Finale
| Lecco 27 ottobre 1990 Andata | Lecco                    | 0 – 0 | Como | Stadio Mario Rigamonti\| Arbitro: \| Cavicchi (Finale Emilia) \| |
| Arbitro:                     | Cavicchi (Finale Emilia) |       |      |                                                                  |

| Arbitro: | Damiani (Brescia) |

|              |           |  |
| Pradella 73’ | Marcatori |  |